# Хомовщина
Хомовщина (укр. Хомівщина) — село в Драбовском районе Черкасской области Украины.
Население по переписи 2001 года составляло 125 человек. Занимает площадь 0,6 км². Почтовый индекс — 19835. Телефонный код — 4738.

## Местный совет
19825, Черкасская обл., Драбовский р-н, с. Свечковка, ул. Молодёжная, 35